# Gerhard Werther
Gerhard Werther (* 23. August 1878 in Halle/Saale; † 2. Juli 1939) war ein deutscher Landrat.

## Leben
Werther war stellvertretender Landrat in Bochum, bevor er im März 1918 Landrat im Kreis Schleswig wurde. Er förderte besonders das Kunst- und Kulturleben des Kreises. So regte er beispielsweise die Wandbilder von Kay H. Nebel im Schleswiger Kreistagssaal an. In Werthers Amtszeit fiel auch die Einführung des demokratischen Mehrheitswahlrechts nach der Revolution von 1918/19. Er selbst gehörte der Deutschnationalen Volkspartei an. Im Kapp-Putsch 1920 geriet er unter den Verdacht, den Aufstand unterstützt zu haben. In seiner Amtszeit kümmerte er sich daneben besonders um die Verbesserung der Verkehrsinfrastruktur im Kreis und bemühte sich um die Erhaltung der Kreisbahn.
Nachdem die Nationalsozialisten die Kreistagswahlen im März 1933 mit absoluter Mehrheit gewonnen hatten, erklärte sich Werther bereit, mit ihnen zusammenzuarbeiten, wurde jedoch kurz darauf zugunsten des NSDAP-Kreisleiters Joachim Meyer-Quade abgesetzt.
Werther wurde als Landrat nach Plön versetzt und trat im Mai 1937 in die NSDAP ein. Ab Mai 1933 fungierte Gerhard Werther bis zu seinem Tod 1939 als offizieller Landrat des Kreises Plön. Zu seiner Amtsführung wurde der Vorwurf erhoben, dass er ein bereitwilliger Erfüllungsgehilfe des NS-Regimes war.